# Encarnacion Alzona
Encarnacion A. Alzona (Biñan, 23 de março de 1895 – Manila, 13 de março de 2001) foi uma historiadora, educadora e sufragista filipina pioneira. A primeira mulher filipina a obter um doutorado, ela recebeu em 1985 o título e o título de Cientista Nacional das Filipinas.

## Infância e educação
Encarnation Alzona nasceu em Biñan, Laguna e cresceu na província de Tayabas. Seu pai era juiz de primeira instância e parente distante de José Rizal. Seus pais eram leitores vorazes, circunstância que fomentou suas inclinações acadêmicas. Ela se formou em história na Universidade das Filipinas em Manila em 1917 e fez mestrado no ano seguinte na mesma universidade. Sua tese foi um levantamento histórico sobre a educação escolar das mulheres nas Filipinas, um tema que se mostrou adequado à luz de seu ativismo posterior como sufragista.
Alzona continuou seus estudos nos Estados Unidos como bolsista financiado pelo governo americano, como pensionado. Ela obteve outro título de mestre em história pelo Radcliffe College, Harvard University em 1920, e um Ph.D. da Columbia University em 1923. Alzona foi a primeira mulher filipina a obter um doutorado.
Alzona optou por permanecer em Manila durante a ocupação japonesa durante a Segunda Guerra Mundial. Ela estava envolvida no movimento de guerrilha contra os japoneses.

## Envolvimento no sufrágio feminino
Mesmo quando as mulheres americanas ganharam o direito de votar em 1920, as mulheres nas Filipinas, então uma colônia americana, não tinham o mesmo direito. Já em 1919, Alzona falou a favor da concessão do direito de sufrágio às mulheres filipinas, em um artigo que publicou na Philippine Review. Em um artigo de jornal que escreveu em 1926, Alzona lamentou o fato de que a legislatura filipina, que ela descreveu como o "baluarte do conservadorismo", ainda não havia considerado uma legislação a favor do sufrágio feminino.
Em 1928, Alzona foi eleita Presidente da Associação Filipina de Mulheres Universitárias, uma organização que acabou concentrando seus esforços no lançamento de um movimento para garantir o voto às mulheres. Por sua vez, Alzona escreveu um livro em 1934, The Filipino Woman: Her Social, Economic and Political Status (1565-1933), onde manteve a igualdade manifesta das mulheres filipinas, apesar da considerável privação de seus direitos sociais e políticos.

## Historiador
De sua posição na academia, Alzona escreveu vários livros sobre a história das Filipinas. Seu primeiro livro, publicado em 1932, foi intitulado A History of Education in the Philippines 1565-1930 . Foi elogiado como "um relato abrangente da educação e do desenvolvimento cultural do país [e] provavelmente o trabalho mais completo e abrangente sobre o assunto até hoje". Alzona também escreveu biografias sobre mulheres filipinas pioneiras, como Paz Guazon e Librada Avelino, e se comprometeu a traduzir obras históricas de Jose Rizal e Graciano Lopez Jaena. É autora de uma monografia histórica em língua espanhola intitulada El Llegado de España a Filipinas, pela qual recebeu o Prêmio Solitário concedido pelo Il Congreso de Hispanistas de Filipinas em 1954.
Alzona deixou o corpo docente da Universidade das Filipinas em 1945, embora fosse nomeada professora emérito de história. Em 1955, ela co-fundou a Philippine Historical Association  junto com outros historiadores proeminentes como Teodoro Agoncillo e Gregorio Zaide.
Alzona foi uma divulgadora incansável das obras e do legado de seu distante parente, o herói nacional José Rizal. Além de traduzir suas obras e freqüentemente dar palestras sobre Rizal, Alzona foi o primeiro presidente do Kababaihang Rizal.

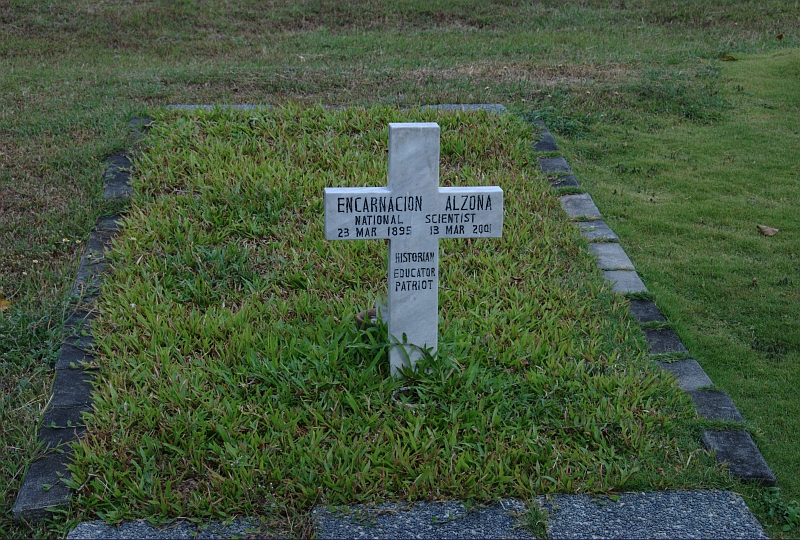
Como um cientista nacional, Alzona está enterrado no Libingan ng mga Bayani

## Figura pública
Após a guerra, Alzona foi nomeado pelo presidente Manuel Roxas como membro da delegação filipina à UNESCO. Ela serviu na delegação até 1949 e foi eleita para presidir o Subcomitê de Ciências Sociais, Filosofia e Humanidades em 1946.
Em 12 de julho de 1985, Alzona foi nomeado Cientista Nacional das Filipinas pelo presidente Ferdinand Marcos.
Alzona foi um dos poucos filipinos notáveis por seus próprios méritos que alcançou o status de centenário. Ela morreu 10 dias antes de completar 106 anos em 2001.